# Patrick Farkas
Patrick Farkas (Oberwart, 9 september 1992) is een Oostenrijks voetballer die doorgaans speelt als rechtsback. In juli 2025 verruilde hij SV Oberwart voor ASKÖ Oberdorf.

## Clubcarrière
Farkas speelde in de jeugd voor respectievelijk BNZ Burgenland, SV Oberwart, ASK Oberdorf, opnieuw SV Oberwart en AKA Burgenland, voordat de verdediger zich in 2009 aansloot bij de jeugd van SV Mattersburg. Daar speelde hij gedurende één seizoen vooral mee bij de beloften, maar hierna verdiende hij een plaats in het eerste elftal. Op 13 februari 2010 mocht Farkas debuteren in het eerste elftal van de club. Tijdens het met 1–0 gewonnen thuisduel met Wiener Neustadt in de Bundesliga begon hij in de basis en hij speelde de volledige negentig minuten mee. Op 6 maart 2013 werd de verbintenis van de rechtsback opengebroken en met vier jaar verlengd tot medio 2017. Voorafgaand aan het seizoen 2013/14 werd Farkas als twintigjarige benoemd tot aanvoerder van Mattersburg.
Aan het einde van het seizoen 2016/17 maakte de vleugelverdediger transfervrij de overstap naar Red Bull Salzburg, waar hij zijn handtekening zette onder een verbintenis voor de duur van drie seizoenen. Een jaar voor het aflopen van zijn verbintenis kwamen Red Bull Salzburg en Farkas overeen om deze open te breken en met twee jaar te verlengen. Na het seizoen 2020/21, waarin hij tot elf competitiewedstrijden was gekomen, verkaste Farkas naar FC Luzern, dat hem een contract gaf voor twee seizoenen. Na een half seizoen in Zwitserland keerde Farkas terug naar zijn vaderland, waar hij voor TSV Hartberg tekende. Medio 2023 verkaste de verdediger naar SV Oberwart. Twee jaar later nam ASKÖ Oberdorf hem over.

## Clubstatistieken
| Seizoen | Club              | Competitie   | Competitie | Competitie | Beker | Beker | Internationaal | Internationaal | Totaal | Totaal |
| Seizoen | Club              | Competitie   | Wed.       | Dlp.       | Wed.  | Dlp.  | Wed.           | Dlp.           | Wed.   | Dlp.   |
| ------- | ----------------- | ------------ | ---------- | ---------- | ----- | ----- | -------------- | -------------- | ------ | ------ |
| 2009/10 | SV Mattersburg    | Bundesliga   | 16         | 0          | 0     | 0     | —              | —              | 16     | 0      |
| 2010/11 | SV Mattersburg    | Bundesliga   | 30         | 0          | 3     | 0     | —              | —              | 33     | 0      |
| 2011/12 | SV Mattersburg    | Bundesliga   | 34         | 2          | 1     | 0     | —              | —              | 35     | 2      |
| 2012/13 | SV Mattersburg    | Bundesliga   | 35         | 0          | 3     | 0     | —              | —              | 38     | 0      |
| 2013/14 | SV Mattersburg    | Erste Liga   | 32         | 2          | 2     | 0     | —              | —              | 34     | 2      |
| 2014/15 | SV Mattersburg    | Erste Liga   | 32         | 2          | 2     | 0     | —              | —              | 34     | 2      |
| 2015/16 | SV Mattersburg    | Bundesliga   | 32         | 3          | 4     | 0     | —              | —              | 36     | 3      |
| 2016/17 | SV Mattersburg    | Bundesliga   | 27         | 0          | 2     | 0     | —              | —              | 29     | 0      |
| 2017/18 | Red Bull Salzburg | Bundesliga   | 16         | 1          | 5     | 1     | 1              | 0              | 22     | 2      |
| 2018/19 | Red Bull Salzburg | Bundesliga   | 3          | 0          | 1     | 1     | 0              | 0              | 4      | 1      |
| 2019/20 | Red Bull Salzburg | Bundesliga   | 18         | 0          | 3     | 2     | 2              | 0              | 23     | 2      |
| 2020/21 | Red Bull Salzburg | Bundesliga   | 11         | 0          | 1     | 0     | 0              | 0              | 12     | 0      |
| 2021/22 | FC Luzern         | Super League | 7          | 0          | 1     | 0     | 1              | 0              | 9      | 0      |
| 2021/22 | TSV Hartberg      | Bundesliga   | 13         | 0          | 2     | 0     | —              | —              | 15     | 0      |
| 2022/23 | TSV Hartberg      | Bundesliga   | 17         | 0          | 1     | 0     | —              | —              | 18     | 0      |
| 2023/24 | SV Oberwart       | Regionalliga | 29         | 1          | 1     | 1     | —              | —              | 30     | 2      |
| 2024/25 | SV Oberwart       | Regionalliga | 28         | 1          | 1     | 0     | —              | —              | 29     | 1      |
| Totaal  | Totaal            | Totaal       | 380        | 12         | 33    | 5     | 4              | 0              | 417    | 17     |

Bijgewerkt op 21 juli 2025.

## Erelijst
| Competitie        |                |                                    |                |                |
| Competitie        | Aantal         | Jaren                              |                |                |
| SV Mattersburg    | SV Mattersburg | SV Mattersburg                     | SV Mattersburg | SV Mattersburg |
| ----------------- | -------------- | ---------------------------------- | -------------- | -------------- |
| Erste Liga        | 1              | 2014/15                            |                |                |
| Red Bull Salzburg |                |                                    |                |                |
| Bundesliga        | 4              | 2017/18, 2018/19, 2019/20, 2020/21 |                |                |
| ÖFB-Cup           | 3              | 2018/19, 2019/20, 2020/21          |                |                |